# Ca l'Animé
Ca l'Animé és una casa de Sant Hilari Sacalm (Selva) inclosa a l'Inventari del Patrimoni Arquitectònic de Catalunya.

## Descripció
Edifici situat al nucli urbà de Sant Hilari.
Té planta baixa i tres pisos, amb el ràfec amb entramat de fusta pintat de color verd, igual que un element penjant col·locat a l'extrem del ràfec. La teulada és en teula àrab.
A la planta baixa hi ha tres obertures en arc escarsser, amb una llinda de guix i brancals de pedra.
Als pisos hi ha tres obertures amb balcons (més petits en el pis superior) amb barana de ferro forjat, i sostinguts falsament per modillons. Totes les obertures són en arc pla.
La façana està arrebossada i pintada d'un color marronós.